# كلارنس ستيفنز
كلارنس ستيفنز (بالإنجليزية: Clarence Stephens)‏ هو لاعب كرة قاعدة أمريكي، ولد في 19 أغسطس 1863 في سينسيناتي في الولايات المتحدة، وتوفي بنفس المكان في 28 فبراير 1947.

## وصلات خارجية
- كلارنس ستيفنز على موقعبيزبول رفرنس.كوم (الدوري الرئيسي) (الإنجليزية)